# 砺波市役所
砺波市役所（となみしやくしょ）は、日本の地方公共団体である砺波市の組織が入り執行機関としての事務を行う施設（役所）。

## 概要
富山県砺波市の市役所として造られた。砺波市政の中心である。
昭和30年代中頃の砺波市役所は、1933年竣工の出町役場→砺波町役場の建物など5箇所に分散していた上に狭苦しいため市民や来訪者に不便を与えていた。また、会議室などの設備が少なく。内部事務の連絡などあらゆる面で不都合が生じている状態であった。このため砺波市は、1962年9月に市制10周年記念事業として新庁舎を建設することを発表、1963年7月31日に現在地に建設することが決定。同年12月18日に砺波工業株式会社の請負契約により着工し、1964年10月に鉄筋コンクリート造地上3階地下1階、延床面積3,825m2（車庫などの付属建物を合わせて4,572m2）の現庁舎が竣工した。旧庁舎は砺波市立図書館として使用された後、1973年に解体された。
1973年には1号別館、1976年に2号別館するなど増改築を繰り返し、最終的には6棟からなる庁舎となった。
最初の庁舎竣工から築50年以上となり経年劣化が進み、6棟のうち3棟が耐震基準を満たしていないことから、未耐震の棟のみの耐震化や現在地の建て替え、移転新築の3案から検討されることとなり、2021年1月、市庁舎整備庁内研究会が「本庁舎の一部または全部を解体し、現在地で建設が望ましい」との調査報告を纏めている。2024年1月29日に砺波市役所で開催された『市長と語る会』で、砺波市長は新市庁舎について2024年度 - 2025年度で基本構想と基本計画を策定する方針を示し、同時に、防災対策、環境、DX（デジタル・トランスフォーメーション）の3つの視点からコンセプトを固め、建設に必要な時間を考慮し、完成は2029年度以降になるとの見通しを示した。
移転候補地は、2024年時点で、2026年度末で廃止予定の富山県花総合センター（エレガガーデン）跡地が最有力となっている。

## 開庁時間
- 月曜日から金曜日の8時30分から17時15分（土曜日・日曜日・祝日・年末年始は閉庁）